# زوريا فيغا
زوريا فاليريا فيغا سيستو (بالإسبانية: Zuria Vega)‏ (10 يناير 1989؛ مكسيكو سيتي، المكسيك) هي ممثلة ومغنية مكسيكية.

## سيرتها
ولدت زوريا في مكسيكو سيتي ونشأت في عائلة فنية بحيث أن والدها هو الممثل غونزالو فيغا وأمها إسبانية الأصل ليونورا سيستو لها أخت أكبر منها سناً هي ممثلة أيضا ميرامار فيغا وله أخ وأخت أيضا.
بدأ ظهورها في تيلينوفيلا منذ عام 2007، حيث أنها مثلت إدوار الرئيسية من أول ظهور لها، ولكن لعبت دور البطولة لأول مرة في 2009 بـ مسلسل استريلا بجانب الممثل ماريو سيمارو، وأيضا ظهرت في «الحلقة الثالثة» من سلسلة أفلام الرعب والجريمة بمسلسل نساء قاتلات 3 بدور «أزوشينا».
من مسلسلاتها التي لعبت فيها أدوار البطولة مسلسل ملاذ الحب بدور «لوسيانا خاسينتو فلوريس/ليناريس» بجانب الممثل غابريل سوتو ولورا فلوريس، وأيضا ظهرت في دراما الكوميدية Qué pobres tan ricos بجانب الممثل خايمي كاميل، وأيضا في عام 2015 ظهرت بدور البطولة بجانب الممثل مارك تاتشير وسيرخو غويري وريبيكا جونز في مسلسل Que te perdone Dios.
بدأت زوريا تعود الممثل ألبيرتو غيرا في أغسطس عام 2013. وتزوجا في حفل أقيم في سان فرانسيسكو، ناياريت بـ المكسيك يوم 22 نوفمبر 2014.

## روابط خارجية
- زوريا فيغا على موقع IMDb (الإنجليزية)
- زوريا فيغا على موقع قاعدة بيانات الفيلم (الإنجليزية)